# Prodida longiventris
Prodida longiventris là một loài nhện trong họ Gnaphosidae.
Loài này thuộc chi Prodida. Prodida longiventris được R. de Dalmas miêu tả năm 1919.